# Bufo aspinius
Bufo aspinius es una especie de anfibio anuro de la familia Bufonidae.

## Distribución geográfica y hábitat
Es endémica de la provincia de Yunnan (China). Su hábitat natural son las zonas subtropicales o tropicales húmedos montañosos, ríos, pantanos y tierras de cultivo. Está amenazada por pérdida de hábitat.